# Agat Ejendomme
Agat Ejendomme A/S (tidligere TK Development A/S) er en dansk ejendomsudviklingsvirksomhed med hovedsæde i Aalborg. Virksomheden er noteret på Københavns Fondsbørs. To aktionærer ejede mere end 5%, det var Carl Ejler Rasmussen Holding Sweden AB (7,44%) og Dava 1 ApS (6,44%). TK Development A/S havde i regnskabsåret 2009/2010 en omsætning på 1,37 mia. kr. og et nettoresultat på 25,4 mio. kr. Det gennemsnitlige antal medarbejdere var 135 (2009/2010).
Agat Ejendomme A/S driver datterselskaberne TKD Nordeuropa og Euro Mall Holding. TKD Nordeuropa varetager de nordeuropæiske investeringer, mens Euro Mall Holding investerer i indkøbscentre i Øst- og Centraleuropa. Der investeres i lande som Danmark, Tyskland, Tjekkiet, Polen, Litauen, Finland og Sverige.
Virksomheden blev grundlagt som Thorkild Kristensen A/S af developeren Thorkild Kristensen.

## Projekter opført af TK Development
- Field's, Ørestad
- Hotel Skt. Petri, København
- Kennedy Arkaden, Aalborg
- Lyngby Kulturhus, Kongens Lyngby
- Sillebroen, Frederikssund
- Spinderiet, Valby